# آندرس واسکز
آندرس واسکز (انگلیسی: Andrés Vasquez؛ زادهٔ ۱۶ ژوئیهٔ ۱۹۸۷) بازیکن فوتبال اهل سوئد است.
از باشگاه‌هایی که در آن بازی کرده‌است می‌توان به باشگاه فوتبال گوتبورگ، باشگاه فوتبال زوریخ، باشگاه فوتبال گراس‌هاپر زوریخ، و باشگاه فوتبال هکن اشاره کرد.
وی همچنین در تیم‌های ملی فوتبال جوانان و زیر ۲۱ سال سوئد بازی کرده‌است.